# Danh sách nhà thờ chính tòa tại Ba Lan

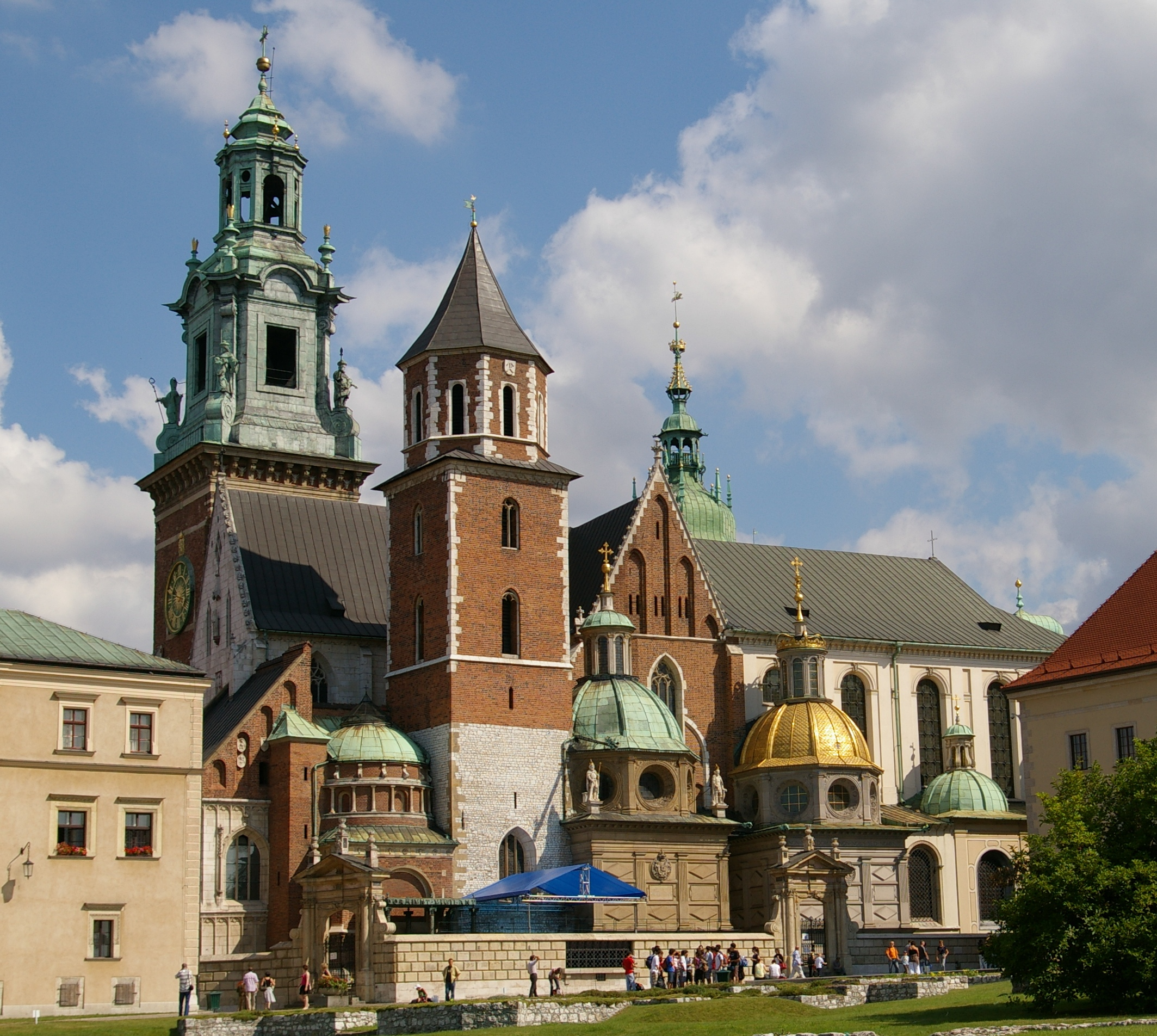
Nhà thờ Basilica của St. Stanislaus và St. Wenceslaus ở Kraków là nơi chôn cất chính của các vị vua Ba Lan từ thế kỷ 14

Dưới đây là danh sách các Thánh đường ở Ba Lan được sắp xếp theo hệ phái.

## Công giáo La Mã
Nhà thờ Công giáo La Mã ở Ba Lan:

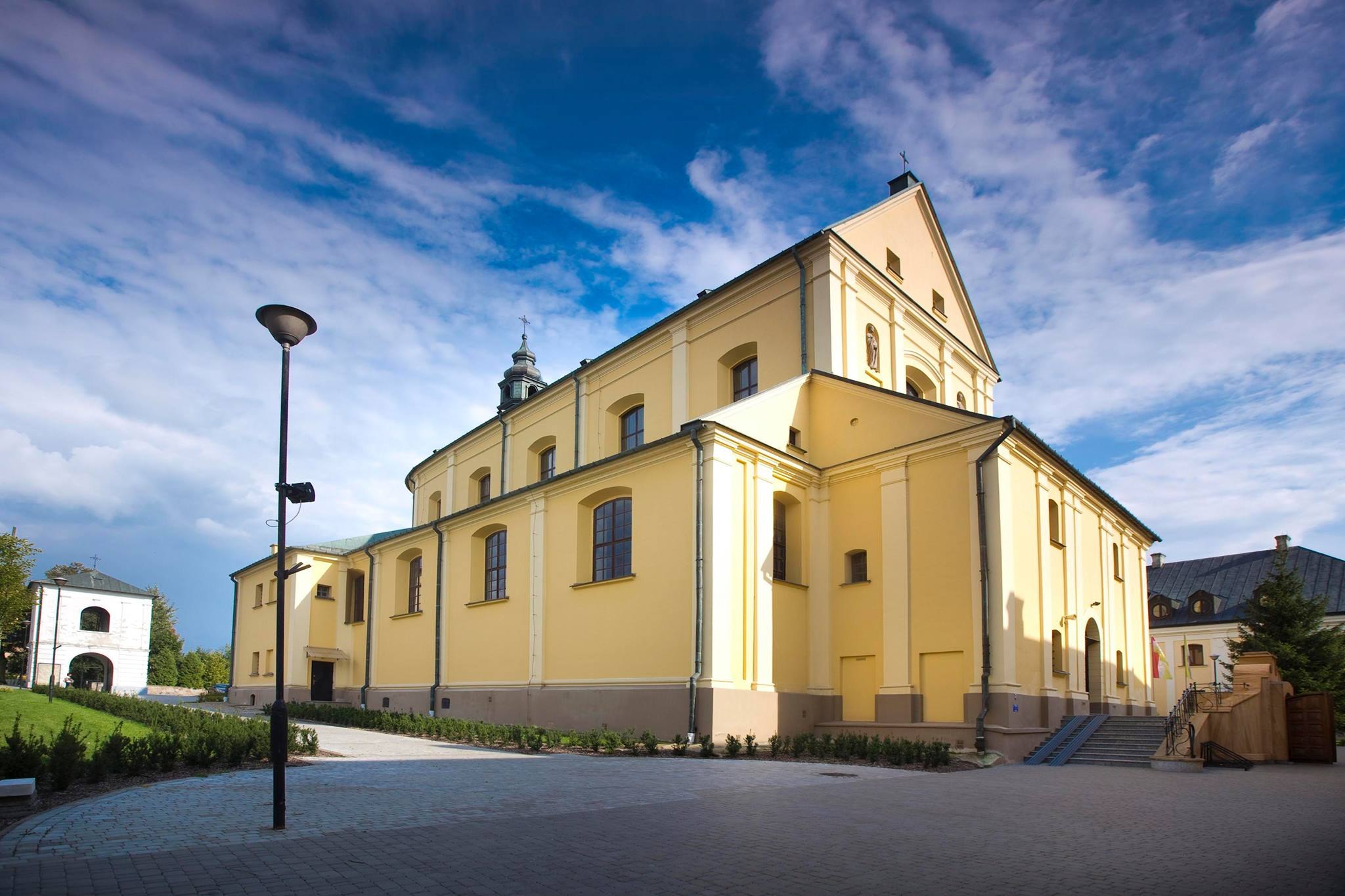
Nhà thờ Drohiczyn

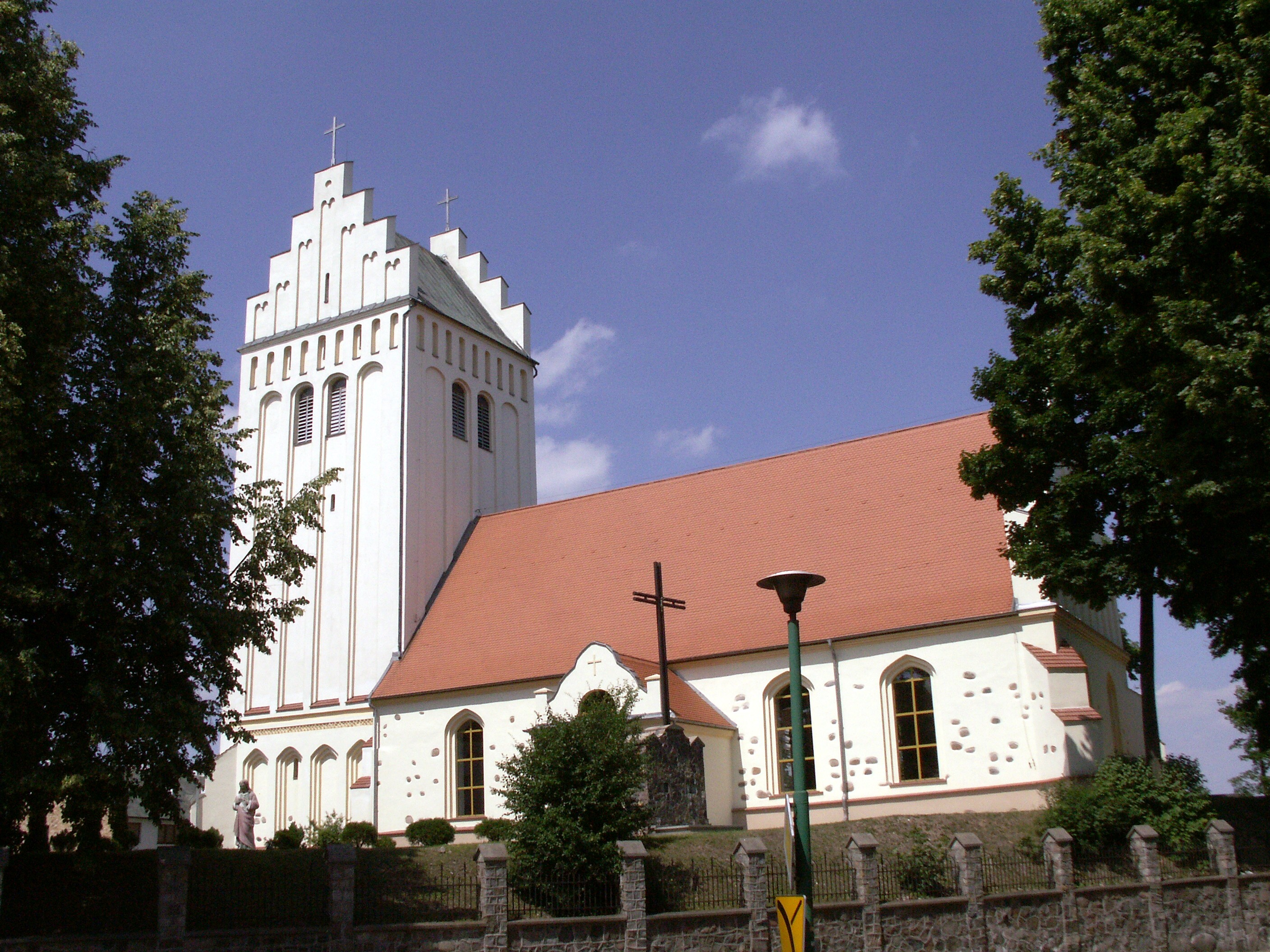
Nhà thờ chính tòa Gołdap

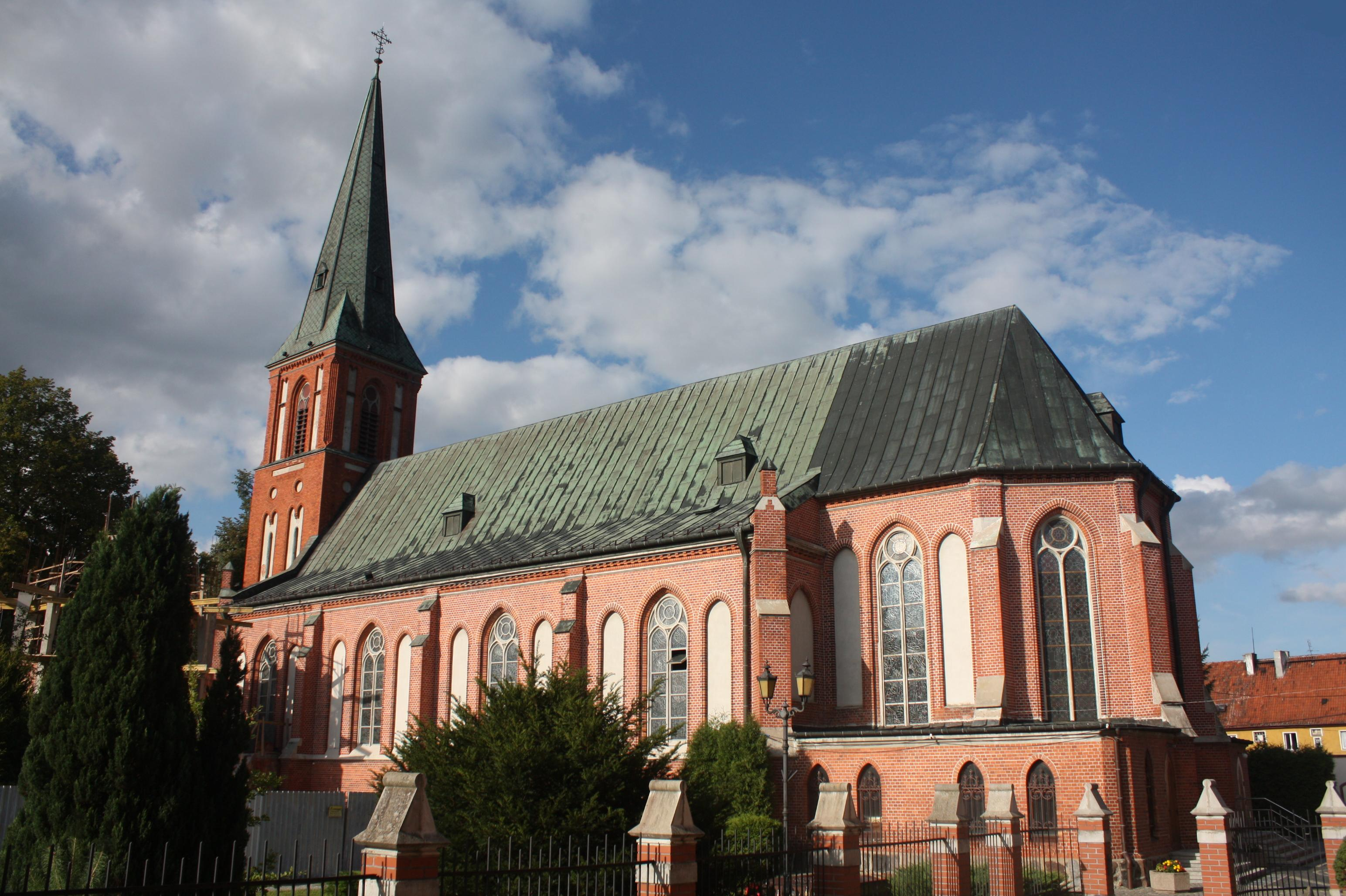
Nhà thờ Ełk

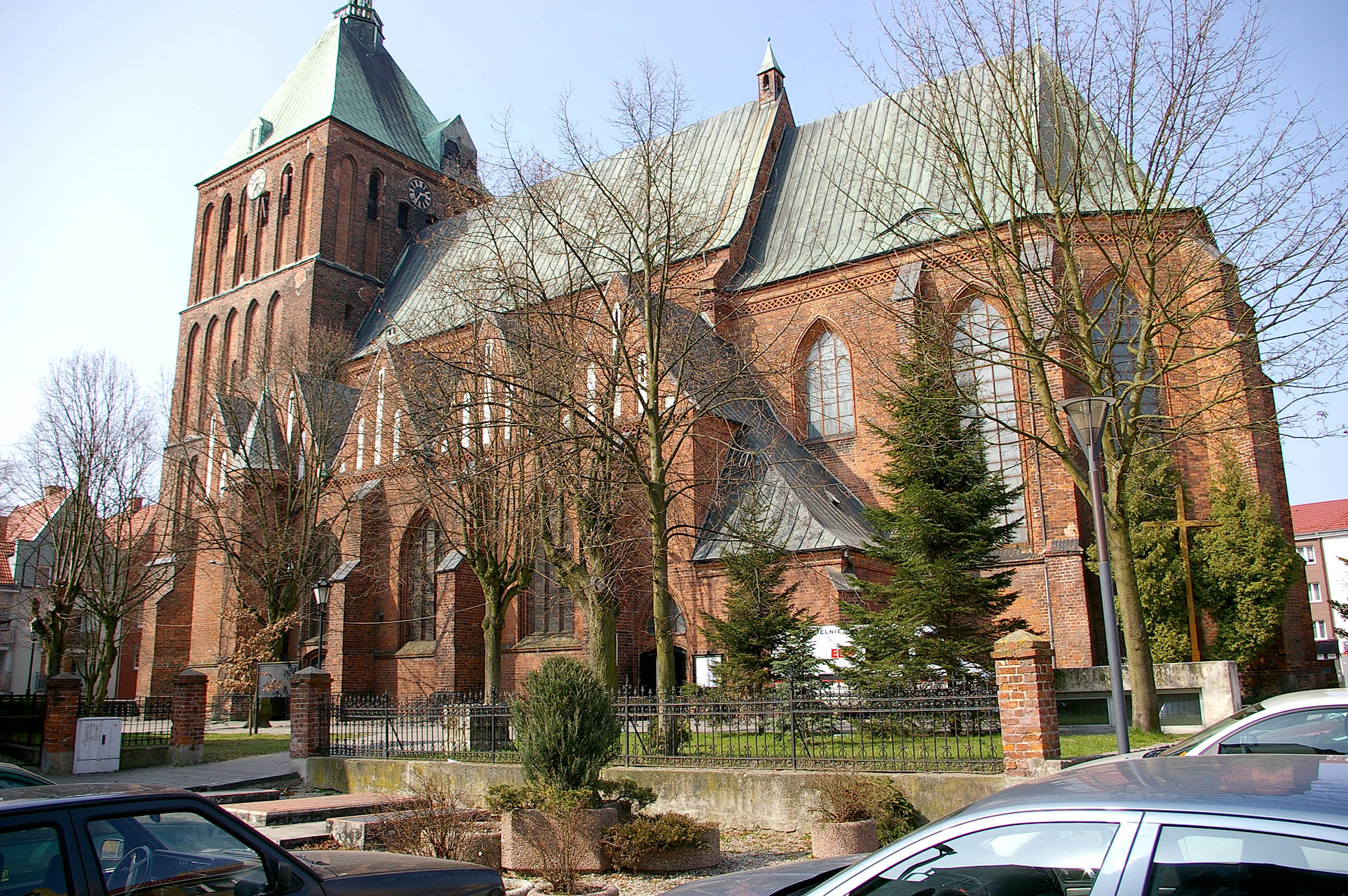
Nhà thờ Koszalin

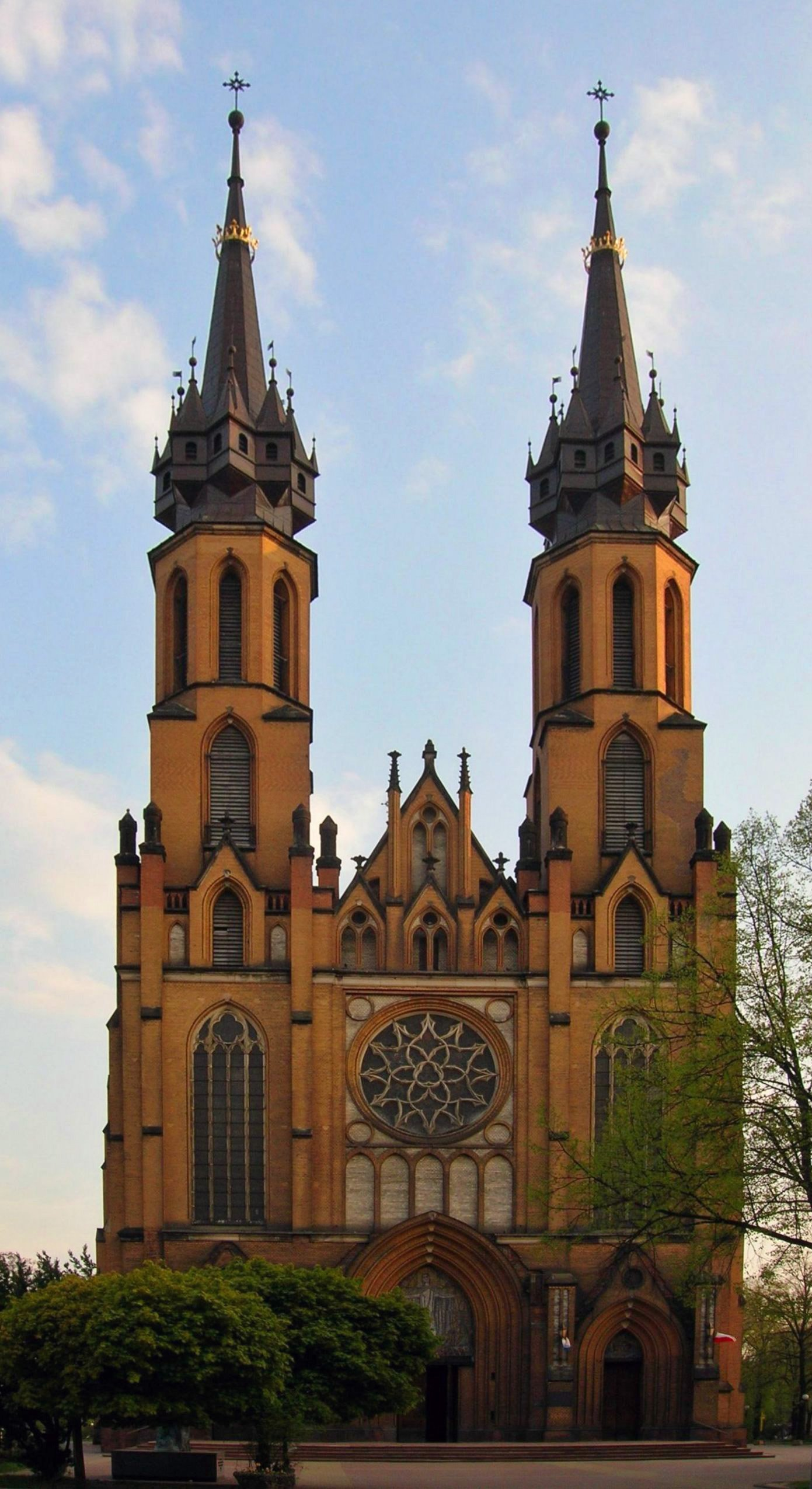
Nhà thờ lớn

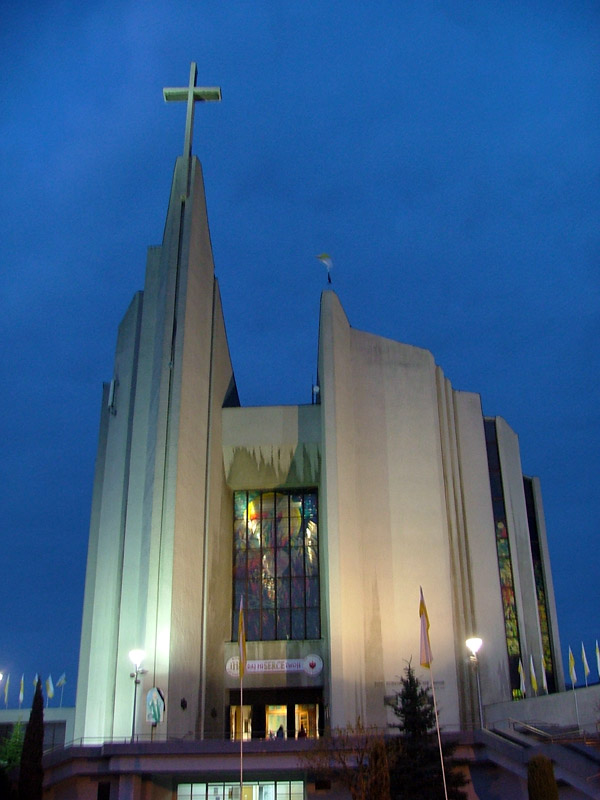
Nhà thờ Rreszow

- Vương cung Thánh đường chính tòa Đức Mẹ Lên trời, Białystok
- Nhà thờ Thánh Nicholas ở Bielsko-Biała
  - Nhà thờ phó chính tòa Đức Mẹ Żywiec tại Żywiec
- Nhà thờ Thánh Martin và Thánh Nicholas ở Bydgoszcz
- Vương cung Thánh đường Đức Mẹ Licheń ở Licheń
- Nhà thờ chính tòa Thánh gia ở Częstochowa
- Nhà thờ Ba Ngôi Cực Thánh ở Drohiczyn
  - Nhà thờ phó chính tòa Trái tim vô nhiễm Đức Mẹ ở Sokołów Podlaski
- Nhà thờ Thánh Nicholas ở Elbląg
  - Đồng nhà thờ Thánh John the Eveachist ở Kwidzyn
  - Đồng nhà thờ Thánh Adalbert ở Bê-li-cốp
- Nhà thờ Thánh Adalbert ở Ełk
  - Đồng nhà thờ Đức Mẹ Mary của nhà thờ ở Gołdap
  - Đồng nhà thờ Thánh Alexander ở Suwałki
- Nhà thờ chính tòa của Ba Ngôi ở Oliwa 
  - Nhà thờ đồng giáo đường giả định Đức Trinh Nữ Maria tại Gdańsk
- Nhà thờ Thánh. Peter và Paul ở Gliwice
- Nhà thờ chính tòa giả định của Đức Trinh Nữ Maria và Thánh Adalbert ở Gniezno
- Nhà thờ Thánh Nicholas ở Kalisz
  - Đồng nhà thờ Thánh Stanislaus ở Ostrów Wielkopolski
- Nhà thờ Chúa Kitô Vua ở Katowice
- Nhà thờ chính tòa giả định Đức Trinh Nữ Maria tại Kielce
- Nhà thờ Đức Mẹ Vô nhiễm Nguyên tội của Đức Trinh Nữ Maria ở Koszalin
  - Nhà thờ đồng giáo đường giả định Đức Trinh Nữ Maria tại Kołobrzeg
- Nhà thờ chính tòa Thánh Stanislaus và Thánh Wenceslaus ở Kraków
- Nhà thờ Thánh Peter và Paul ở Legnica
- Nhà thờ chính tòa Thánh Stanislaus Kostka ở Łódź
- Nhà thờ chính tòa Thánh Michael ở omża
- Nhà thờ chính tòa giả định của Đức Trinh Nữ Maria và Thánh Nicholas ở owicz
- Nhà thờ Thánh John the Baptist ở Lublin
- Nhà thờ chính tòa Thánh giá ở Opole
- Nhà thờ Nữ hoàng Ba Lan tại Warszawa
- Nhà thờ chính tòa giả định Đức Trinh Nữ Maria tại Pelplin
- Nhà thờ Basilica of the Bless Virgin mary of Masovia ở Płock
- Nhà thờ chính tòa Thánh đường Thánh. Peter và Paul ở Poznań
- Nhà thờ Basilica của giả định của Đức Trinh Nữ Maria và Thánh John the Baptist ở Przemyśl
- Nhà thờ Thánh John the Baptist ở Przemyśl (Nghi thức Ucraina)
- Nhà thờ bảo vệ Đức Trinh Nữ Maria tại Radom
- Nhà thờ Thánh Tâm Giêsu ở Rzeszów
- Nhà thờ Basilica of the Nativity of the Bl lành Virgin Mary ở Sandomierz
  - Đồng nhà thờ chính tòa Thánh đường Mary Mary của Ba Lan tại Stalowa Wola
- Nhà thờ Đức Mẹ Vô nhiễm Nguyên tội của Đức Trinh Nữ Maria tại Siedlce
- Nhà thờ chính tòa giả định của Đức Trinh Nữ Maria tại Sosnowiec
- Nhà thờ Thánh Stanislaus và Thánh Wenceslaus ở Świdnica
- Nhà thờ chính tòa Thánh James tông đồ ở Szczecin
  - Đồng nhà thờ Thánh John the Baptist ở Kamień Pomorski
- Nhà thờ chính tòa Thánh đường Chúa giáng sinh của Đức Trinh Nữ Maria tại Tarnów
- Nhà thờ chính tòa Thánh John the Baptist ở Toruń
  - Đồng thà thờ Thánh đường của Chúa Ba Ngôi ở Chełmża
- Nhà thờ chính tòa Đức Mẹ Giả định và Thánh Andrew ở Frombork
  - Nhà thờ chính tòa Thánh đường Thánh James ở Olsztyn
- Nhà thờ chính tòa Thánh John the Baptist ở Warszawa
- Nhà thờ Basilica của Thánh Michael tổng lãnh thiên thần và Thánh Florian ở Warszawa
  - Đồng nhà thờ Đức Mẹ chiến thắng ở Warszawa
- Nhà thờ giả định của Đức Trinh Nữ Maria tại Włocławek
- Nhà thờ chính tòa Thánh John the Baptist ở Wrocław
- Nhà thờ Thánh Vincent và Thánh James ở Wrocław (Nghi thức Ucraina) 
  - Co-Cathedral of Thánh Bartholomew và Thánh Mary Protection ở Gdańsk (Nghi thức Ucraina)
- Nhà thờ Phục sinh và Thánh Thomas Tông đồ ở Zamość
  - Đền thờ cùng nhà thờ Thánh Stanislaus ở Lubaczów
- Nhà thờ giả định Đức Trinh Nữ Maria tại Gorzów Wielkopolski
  - Đồng nhà thờ Thánh Hedwig ở Zielona Góra

## Chính thống phương Đông

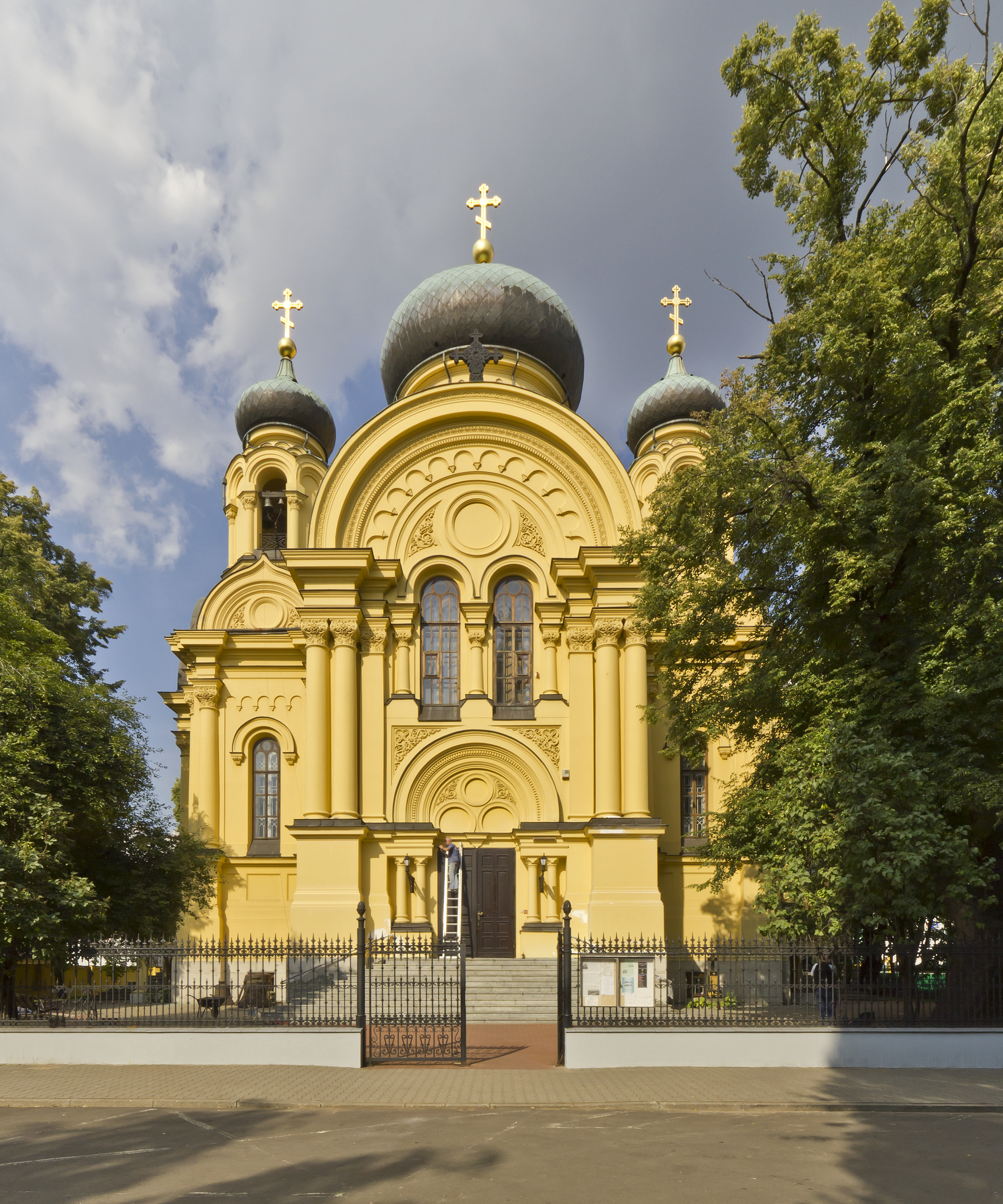
Nhà thờ Thánh Mary Magdalene ở Warsaw là Nhà thờ Chính thống Ba Lan

Nhà thờ chính tòa của Giáo hội Chính thống Ba Lan:
- Nhà thờ Thánh Nicholas ở Białystok[2]
- Nhà thờ Thánh Alexander Nevsky ở Łódź[3]
- Nhà thờ Biến hình ở Lublin[4]
- Nhà thờ Chúa Ba Ngôi ở Sanok[5]
- Nhà thờ Thánh Mary Magdalene tại Warsaw[6]
- Nhà thờ tạm của Thánh Nicholas the Wonderworker ở Warsaw[7]
- Nhà thờ Chúa giáng sinh của Đức Trinh Nữ Maria tại Wrocław[8]